# Deutschlandticket

Logo des Deutschlandtickets

Das Deutschlandticket, kurz D-Ticket oder DT, informell bis zur Preiserhöhung zum Jahreswechsel 2024/25 auch 49-Euro-Ticket genannt, ist eine deutschlandweit gültige Monats- bzw. Zeitkarte für den öffentlichen Personennahverkehr. Das als dauerhaft konzipierte Nachfolgeangebot des zeitlich begrenzten 9-Euro-Tickets von 2022 wurde zum 1. Mai 2023 eingeführt. Es ist ausschließlich im monatlich kündbaren Abonnement erhältlich, kostete zu Anfang in der allgemeinen Version 49 Euro pro Monat und seit Januar 2025 58 Euro. Bund und Länder beteiligen sich vorerst bis 2025 an der Finanzierung aus dem Staatshaushalt und tragen somit jeweils 1,5 Milliarden Euro pro Jahr als Verlustausgleich für die Verkehrsunternehmen.

## Regelungen

### Geltungsbereich
Das Deutschlandticket gilt für die Fahrt zweiter Klasse in fast allen Nahverkehrsmitteln in Deutschland wie Regionalbahn, S-Bahn, U-Bahn, Straßenbahn sowie in Linienbussen des Nahverkehrs. Zum Teil gilt das Ticket im grenzüberschreitenden Personennahverkehr auch für Fahrten zu und von grenznahen Zielen im Ausland.
Seit dem 1. Januar 2025 bis zum 31. Mai 2026 kann man im Rahmen eines Pilotprojekts mit dem Deutschlandticket grenzüberschreitende Busse des Nahverkehrs nach Luxemburg benutzen.
Die Busse der Linie 403, die von Singen in die deutsche Exklave Büsingen ohne Zwischenstopp durch die Schweiz fahren, gehören ebenfalls zum Geltungsbereich des Deutschlandtickets.
Das Deutschlandticket gilt auf der Fähre Loreley und der Strausseefähre nicht. Auch für die Schiffsverbindungen nach Borkum und die Borkumer Kleinbahn gilt es nicht. Weiterhin gilt es nicht für die Überfahrt zu den Inseln Föhr und Amrum. Nach Hiddensee gilt es nur auf der Seestrecke von und nach Schaprode auf Rügen.
Die Fahrkarte erlaubt aufgrund von individuellen Vereinbarungen zwischen der DB Fernverkehr und den jeweiligen Aufgabenträgern die Nutzung von Fernverkehrszügen der DB Fernverkehr auf folgenden Verbindungen:
- Bremen–Leer (Ostfriesland)–Norddeich Mole/Emden Außenhafen, seit 1. Mai 2023
- Stuttgart–Singen(–Konstanz), seit 1. Mai 2023
- Stralsund–Rostock, seit 1. Mai 2023
- Erfurt–Gera, seit 1. Mai 2023
- Dillenburg–Siegen–Dortmund, seit 1. Juli 2023
- Chemnitz–Dresden, seit 1. Juli 2023
- Berlin–Elsterwerda, seit 24. November 2023
- Potsdam–Berlin–Cottbus, seit 24. November 2023
- Berlin–Prenzlau, seit 24. November 2023
- Niebüll–Westerland (Sylt), nur montags bis freitags im IC 2075 (da für diesen ein RE-Takt fehlt)
- Freilassing–Berchtesgaden

### Preis und Leistung
Die allgemeine Variante des Tickets kostet 58 Euro pro Monat. Das Deutschlandticket ist personengebunden und nicht übertragbar. Die Mitnahme von Personen, Fahrrädern und Hunden ist nicht enthalten.
Für Beschäftigte wird eine vergünstigte Variante als Jobticket zu maximal 40,60 Euro monatlich angeboten (entspricht mindestens 30 Prozent Ermäßigung für den Arbeitnehmer), sofern der Arbeitgeber einen Zuschuss in Höhe von mindestens 25 Prozent des Ausgabepreises zahlt. Semestertickets für Studenten können vielerorts übergangsweise durch Zuzahlung des Differenzbetrags zum Preis des Deutschlandtickets zu einem solchen erweitert werden. Eine volle Integration der Semestertickets in das Deutschlandticket wird angestrebt.
Der Preis soll jährlich automatisch an die Inflation angepasst werden.
| Zeitraum                   | Deutschlandticket | Deutschlandticket Job | Quelle |
| -------------------------- | ----------------- | --------------------- | ------ |
| Mai 2023 bis Dezember 2024 | 49 €              | maximal 34,30 €       | [ 15 ] |
| seit Januar 2025           | 58 €              | maximal 40,60 €       | [ 2 ]  |

Gegebenenfalls abweichende lokale Bestimmungen der Verkehrsverbünde, Landestarife und Verkehrsunternehmen bleiben vom Deutschlandticket unberührt. ÖPNV-Sonderformen oder Bahnen mit besonderen Betriebsformen wie Dampftraktion können nach örtlichen Tarifbestimmungen zuschlagpflichtig sein.
Das Deutschlandticket ist in der Bahncard 100 eingeschlossen.
Durch lokal und regional angebotene Varianten können dort andere Preise und zusätzliche Leistungen möglich sein.

### Vertrieb

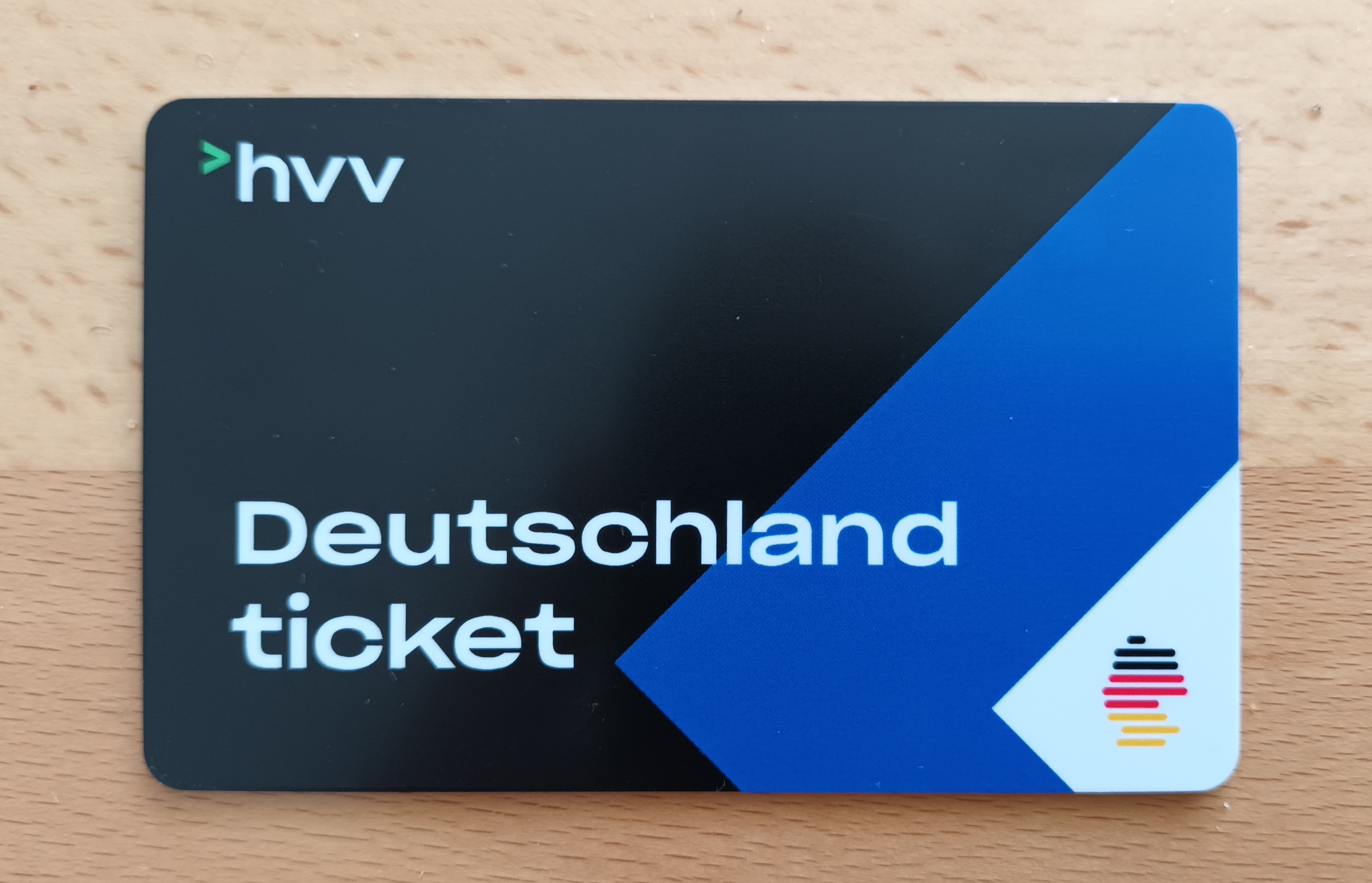
Chipkarte für das Deutschlandticket vom Hamburger Verkehrsverbund

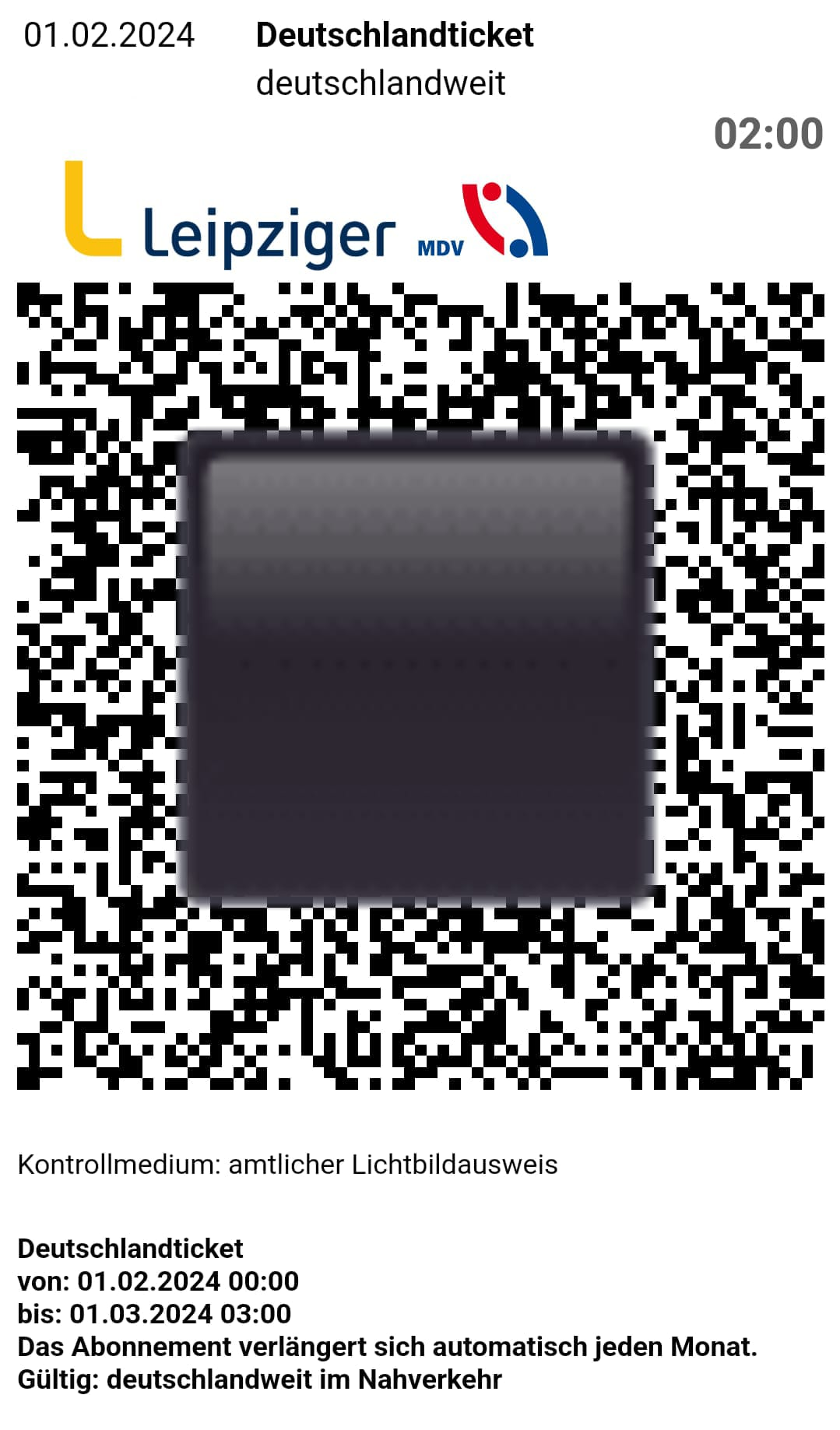
Deutschlandticket (geschwärzt) herausgegeben als 2D-Code durch die Leipziger Verkehrsbetriebe

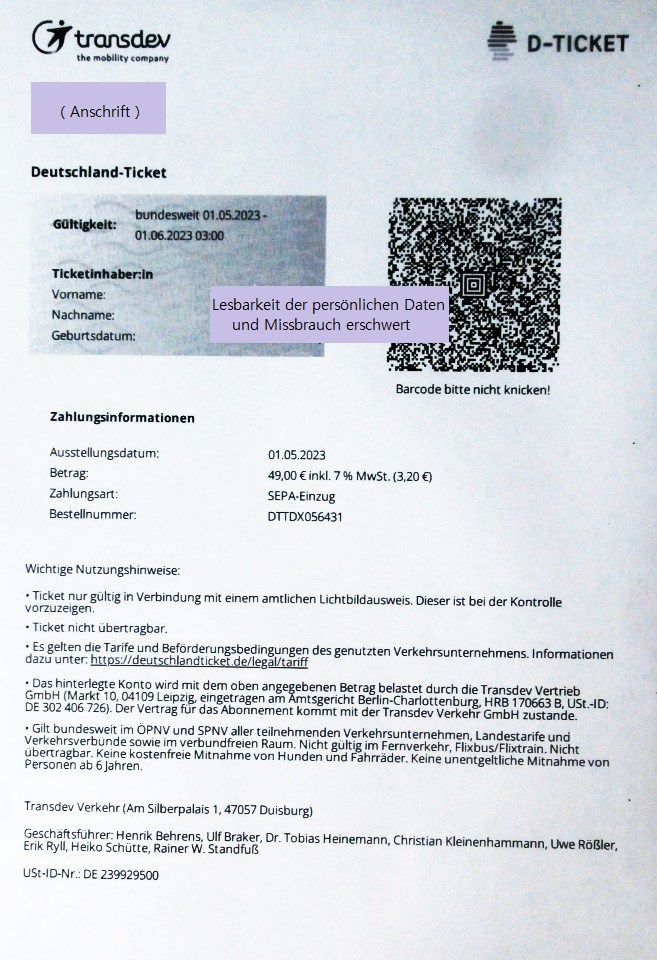
Ausgedrucktes Deutschlandticket mit Aztec-Code von Transdev Vertrieb

Der Vertrieb erfolgt digital über die Mobile Apps und Websites und physisch über die Kundenbüros der einzelnen Verkehrsverbünde und der Verkehrsunternehmen, wobei nicht alle ausgebenden Stellen alle genannten Vertriebsformen unterstützen und nicht alle Verbünde und Verkehrsunternehmen am Vertrieb teilnehmen. Teilweise bieten verschiedene Verkehrsunternehmen auch gemeinsame digitale Vertriebsplattformen an.
Die Ausgabe erfolgt grundsätzlich digital als E-Ticket über App oder auf Chipkarte gemäß dem technologischen Standard des eTicket Deutschland bzw. der VDV-Kernapplikation. Auch eine Ausgabe als UIC-Barcode – ein internationaler Standard für digitale Fahrtberechtigungen, der vom Internationalen Eisenbahnverband (französisch: Union Internationale des Chemins de fer, UIC) entwickelt wurde – ist möglich, welche unter anderem durch die Deutsche Bahn genutzt wird. Befristet bis zum 31. Dezember 2023 konnten Unternehmen das Ticket übergangsweise als Papierfahrkarte mit Aztec-Code ausgeben. Zumindest zur Ersteinführung haben nicht alle Vertriebspartner eine Ausgabe auf Chipkarte unterstützt und sich stattdessen auf das Handyticket bzw. auf die Papierfahrkarte beschränkt.
Den Zeitpunkt, bis zu dem ein Abonnement im Voraus abgeschlossen werden kann, setzt der Vertriebspartner fest. Dies kann je nach Ausgabeformat unterschiedlich sein. Einige Vertreiber haben angekündigt, das Handyticket auch für die restliche Zeit eines laufenden Monats zu verkaufen, wobei je nach Vertreiber zum Teil der volle Preis erhoben wird. Üblicherweise wird per Lastschrift gezahlt, sodass das Deutschlandticket von jeder Person erworben werden kann, die über ein SEPA-fähiges Girokonto verfügt. Manche Vertriebspartner bieten zusätzlich auch Kreditkartenzahlung sowie Zahlung mit PayPal an, sodass das Ticket z. B. auch von Touristen oder Grenzgängern außerhalb des SEPA-Raumes erworben werden kann.
Der Vertrieb begann offiziell am 3. April 2023. Einige Vertriebspartner boten bereits zuvor die Vorbestellung an. Das Ticket war im Januar 2023 zum 1. Mai des Jahres angekündigt worden.
Die Website www.deutschlandticket.de wird vom privaten Bahnunternehmen Transdev betrieben. Das Bundesverkehrsministerium hatte ebenfalls Interesse an dieser Domain, aber bemühte sich zu spät darum, sich diese zu sichern.

### Laufzeiten und Fristen
Das Ticket wird ausschließlich im Abonnement angeboten und ist monatlich kündbar. Es gilt vom ersten Kalendertag eines Kalendermonats bis zum ersten Kalendertag des Folgemonats um 3 Uhr. Beim Kauf für den laufenden Monat gilt das Ticket unabhängig vom Kaufzeitpunkt ebenfalls bis zum ersten Tag des folgenden Kalendermonats.
Das Abonnement verlängert sich automatisch um einen weiteren Monat, sofern es nicht bis zum Zehnten des Vormonats gekündigt wurde. Auch kann ein Ticket für einen einzelnen Monat ab dem Elften des Monats nicht mehr einzeln erworben werden, sondern bedingt notwendigerweise auch einen Kauf des Tickets für den Folgemonat. Die Kündigung muss bei demjenigen Unternehmen erfolgen, bei dem das Deutschlandticket gekauft wurde. Manche Verkehrsunternehmen machen eine Ausnahme von der Kündigungsfrist und akzeptieren Kündigungen bis zum Monatsende.

### Varianten und weitere Ermäßigungen
Zusätzlich zur allgemeinen Version des Deutschlandticket werden zahlreiche regionale Vergünstigungen, Angebotsvarianten und auf dem Deutschlandticket aufbauende Produkte angeboten.
Seit dem Sommersemester 2024 ist ein Deutschlandsemesterticket verfügbar. Es kostet 29,40 € im Monat. Dieses Angebot basiert auf einem sogenannten Solidarmodell, so dass alle Studierenden einer Hochschule das Ticket zu diesem Preis erwerben müssen. Eine Freistellung ist nur in Ausnahmefällen möglich.
Eine Reihe von Verbünden und Verkehrsunternehmen bietet kostenpflichtige, auf das jeweilige Tarifgebiet beschränkte Zusatzleistungen an. Diese beinhalten beispielsweise die Nutzung der ersten Klasse, die Mitnahme weiterer Personen, die Fahrradmitnahme oder Vergünstigungen für lokale Mieträder oder Gemeinschaftsautos. In Nordrhein-Westfalen wurden etwa zum 1. Juli 2023 landesweit gültige Zusatztickets für die Nutzung der ersten Klasse (69 Euro) und die Fahrradmitnahme (39 Euro) eingeführt. Inzwischen (März 2025) liegt der Preis bei 79,30 Euro bzw. 44,80 Euro im Monat. Einige Anbieter warben zur Einführung mit kostenfreien Angeboten ohne Verkehrsbezug wie Gutscheinen für lokale Einkaufszentren oder Baumpflanzungen.

Sozialtickets zum Deutschlandticket
(€/Monat, Stand 01/2025)
≤ 20 €
≤ 30 €
≤ 40 €
> 40 €

Eine Vielzahl von Ländern und Kommunen bezuschusst den Kauf des Deutschlandtickets für bestimmte Personengruppen, beispielsweise als Sozialticket für Personen mit geringem Einkommen sowie für Schüler, Auszubildende, Freiwilligendienstleistende oder Senioren. Die Städte Gersthofen und Tübingen bezuschussen das Ticket zudem für alle Personen mit Wohnsitz in der Stadt, die Stadt Jena bezuschusst es für alle Kinder und Jugendlichen mit Wohnsitz in der Stadt. Schüler in Monheim am Rhein erhalten seit August 2023 unabhängig von Freifahrtberechtigungen das Deutschlandticket kostenlos. Auch als Arbeitgeber bezuschussen einzelne Länder und Kommunen das Deutschlandticket als Jobticket für Beamte und Arbeitnehmer im öffentlichen Dienst. Inhaber der Niedersächsischen Ehrenamtskarte mit Wohnsitz in der Region Hannover erhalten ein vergünstigtes Deutschlandticket.
In mehreren Bundesländern erhalten Schüler oder Auszubildende ein vergünstigtes Deutschlandticket:
- Hamburg wandelte zum 1. Mai 2023 die bisherigen Monatskarten für Hamburger Schüler automatisch in ein vergünstigtes Deutschlandticket für 19 Euro um.[65] Seit September 2024 wird das Ticket kostenlos angeboten.[66]
- Bayern führte zum 1. September bzw. zum 1. Oktober 2023 ein Ermäßigungsticket für Auszubildende, Freiwilligendienstleistende und Studierende für 29 Euro ein;[67] als „Auszubildende“ zählen hierbei neben Auszubildenden mit einem Berufsausbildungsvertrag auch Schüler an Berufsschulen, Fachschulen oder Berufsfachschulen sowie Menschen mit Behinderung und bestimmte Beamtenanwärter.[68] Seit 2025 beträgt der Preis 38 Euro im Monat.[69]
- Das Saarland führte zum 1. Mai 2023 mit dem Junge-Leute-Ticket ein auf 30,40 Euro rabattiertes Deutschlandticket für Schüler, Auszubildende oder Freiwilligendienstleistende mit Wohnsitz im Saarland ein. Seit 2025 kostet es 39,40 Euro.[56]
- Baden-Württemberg wandelte das bisherige JugendticketBW in das D-Ticket JugendBW um, ein vergünstigtes Deutschlandticket für 365 Euro im Jahr. Dieses ist seit dem 1. Dezember 2023 für Schüler, Studierende, Auszubildende und Freiwilligendienstleistende bis zur Vollendung des 27. Lebensjahrs sowie generell für Kinder und Jugendliche bis zur Vollendung des 21. Lebensjahrs verfügbar.[70][71] Das D-Ticket JugendBW kostet seit 2025 39,42 Euro.[72]

- Nordrhein-Westfalen führte zum 1. August 2023 das DeutschlandTicket Schule für Schüler ein. Das Ticket kostete zunächst regulär 29 Euro; bei Anspruch auf Fahrtkostenübernahme 14 Euro, mit weiterer Ermäßigung bei Geschwisterkindern.[73] Das Ticket ersetzt weitgehend das bisherige SchokoTicket. Seit Januar 2025 kostet es 38 Euro für Selbstzahler, während der Preis bei Anspruch auf Fahrtkostenübernahme gleich blieb.[74]

Hamburg, Hessen und Nordrhein-Westfalen bieten Ermäßigungen für im jeweiligen Land gemeldete Empfänger von Transferleistungen an, wobei sich die bezugsberechtigten Gruppen zwischen den Ländern unterscheiden;
- Hamburg ermöglicht seit Einführung des Deutschlandtickets eine Anrechnung des sog. Sozialrabatts auf Zeitkarten des hvv in Höhe von zunächst 30 Euro ein, sodass das Ticket hier für 19 Euro erhältlich war. Seit 2025 beträgt der Sozialrabatt 35,50 Euro, so dass das Deutschlandticket für die Berechtigten 22,50 Euro im Monat kostet.[75] Berechtigt sind Empfänger von Bürgergeld, Sozialhilfe sowie Empfänger von Leistungen nach dem Asylbewerberleistungsgesetz.[76]
- Hessen führte zum 1. August 2023 die Möglichkeit zur Rabattierung des Deutschlandtickets auf 31 Euro unter Vorlage des sog. Hessenpass mobil ein, der bezugsberechtigten Personen durch den jeweiligen Versorgungsträger automatisch zugeschickt wird. Berechtigt sind Empfänger von Bürgergeld, Sozialhilfe, Wohngeld sowie Empfänger von Leistungen nach dem Asylbewerberleistungsgesetz.[77] Zum Jahresbeginn 2025 wurde der Preis auf 39 Euro erhöht.[78]
- Nordrhein-Westfalen führte zum 1. Dezember 2023 bzw. 1. Januar 2024 das auf 39 Euro rabattierte Deutschlandticket Sozial ein. Das Startdatum hing vom für die Ausgabe zuständigen Verkehrsverbund ab. Berechtigt sind u. a. Empfänger von Bürgergeld, Sozialhilfe, Wohngeld, von Leistungen nach dem Bundesversorgungsgesetz sowie Empfänger von Leistungen nach dem Asylbewerberleistungsgesetz.[79][80][81] Seit Januar 2025 kostet es 48 Euro.[82]

Darüber hinaus bieten 28 Landkreise bzw. Gemeinden einen Zuschuss. Der ermäßigte Monatspreis variiert zwischen 15 Euro in Würzburg und 53 Euro in Magdeburg. Außerdem existieren neben den Zuschüssen zum Deutschlandticket mehr als 200 örtliche und regionale Sozialtickets.

### Fahrgastrechte und Mobilitätsgarantien
Für das Deutschlandticket gelten eine Vielzahl unterschiedlicher Regelungen im Falle von Verspätungen und Fahrtausfällen.
Grundsätzlich haben Fahrgäste für reine Eisenbahnfahrten im gesamten Gültigkeitsbereich die üblichen Fahrgastrechte einer Zeitkarte des Nahverkehrs. Fahrgäste erhalten daher ab einer Verspätung von 60 Minuten am Zielbahnhof auf Antrag eine Entschädigung in Höhe von 1,50 €. Mehrere Verspätungen zwischen 20 und 60 Minuten können addiert werden, bis 60 Minuten erreicht sind. Da Entschädigungen erst ab einem Betrag von 4,00 € ausbezahlt werden, ist in der Regel ein Sammeln von Verspätungen nötig. Kann bei einer reinen Eisenbahnfahrt der Zielbahnhof wegen eines Zugausfalls nicht mehr vor Mitternacht erreicht werden, oder ist bei einer planmäßigen Ankunft zwischen 0 und 5 Uhr eine Verspätung von mindestens 60 Minuten am Ziel zu erwarten, haben Fahrgäste auch mit Deutschlandtickets in vielen Fällen Anspruch auf Beförderung mit einem anderen Verkehrsmittel (z. B. ICE oder Taxi).
Das Deutschlandticket wurde zum 8. August 2023 in der Eisenbahnverkehrs-Verordnung als Fahrkarte „mit erheblich ermäßigtem Beförderungsentgelt“ definiert. Seit dem 15. August 2023 haben Fahrgäste mit Deutschlandticket daher nicht mehr die Möglichkeit, im Falle einer zu erwartenden Verspätung von mehr als 20 Minuten am Zielbahnhof alternativ einen Fernverkehrszug zu nutzen und sich die Kosten dafür erstatten zu lassen. Die Fahrgastrechte bei der letzten Verbindung des Tages oder einer planmäßigen Ankunft zwischen 0 und 5 Uhr bleiben bestehen. Verbraucherschützer hatten im April 2023 vor einer solchen Einschränkung der Fahrgastrechte gewarnt. Der Bundesrat stimmte der Änderung der Verordnung im Mai 2023 zu.
Für Fahrten mit U-Bahnen, Straßenbahnen oder Bussen sind im Deutschlandticket keine flächendeckenden Fahrgastrechte vorgesehen.
Gleichwohl bestehen einige regionale Mobilitätsgarantien, die innerhalb ihres Verbundgebietes auch bei Störungen auf diesen Verkehrsmitteln Ansprüche auf Entschädigung oder Fahrten mit anderen Verkehrsmitteln im Verspätungsfall geben.
Dabei gibt es mehrere Varianten für Fahrgäste mit Deutschlandticket. In manchen Regionen gelten die regionalen Garantien für sämtliche Deutschlandtickets, beispielsweise in Nordrhein-Westfalen die NRW-Mobilitätsgarantie. In anderen Regionen gilt die Garantie lediglich für Fahrgäste mit einem vom jeweiligen Verbund verkauften Deutschlandticket, wie beispielsweise im Großraum-Verkehr Hannover (GVH), dem Verkehrs- und Tarifverbund Stuttgart (VVS) oder im Regio-Verkehrsverbund Freiburg (RVF). Dritte Variante sind Verbünde, die Fahrgäste mit dem Deutschlandticket grundsätzlich von der Garantie ausschließen, dazu gehören der Rhein-Main-Verkehrsverbund (RMV) und der Nahverkehrsverbund Schleswig-Holstein (NAH.SH). Teilweise wurden bestehende regionale Service-Garantien mit dem Start des Deutschlandtickets auch für alle Fahrgäste eingestellt, wie beim Hamburger Verkehrsverbund (HVV). Schließlich gibt es Gebiete, in denen nie eine Garantie galt und auch mit dem Deutschlandticket nicht eingeführt wurde.

### Fahrradmitnahme
Einige Verkehrsgesellschaften führten für Nutzer des Deutschlandtickets Sonderregeln zur Fahrradmitnahme ein. So ist im Verkehrsverbund Mittelsachsen die Fahrradmitnahme für Deutschlandticketnutzer kostenpflichtig, mit allen anderen Fahrscheinen jedoch kostenfrei. Im Verkehrsverbund Oberelbe können Inhaber von Monatskarten und Abonnementkarten ihr Fahrrad kostenfrei mitnehmen – das gilt jedoch ebenfalls nicht für das Deutschlandticket.

## Logo

Horizontale Variante des Logos des Deutschlandtickets

Das Logo des Deutschlandtickets zeigt als Bildmarke neun horizontale, gegeneinander verschobene Balken mit abgerundeten Enden in den Farben Schwarz-Rot-Gold, die zusammen den Umriss Deutschlands formen. Als Wort-Bild-Marke wird das Zeichen unterhalb oder rechts um das Wort „D-TICKET“ ergänzt. Das Logo und darauf aufbauende weitere graphische Elemente wurden im Auftrag des Verbands Deutscher Verkehrsunternehmen entworfen und der Öffentlichkeit zusammen mit Anwendungsbeispielen wie einem möglichen Chipkarten-Design Mitte November 2022 vorgestellt.

## Geschichte

### Vorgeschichte
Bereits vor Einführung des 9-Euro-Tickets gab es Ideen eines deutschlandweit gültigen ÖPNV-Fahrscheins. Nach dem russischen Überfall auf die Ukraine und den daraufhin verhängten Wirtschaftssanktionen stiegen die Energiepreise in Deutschland stark an, insbesondere jene für Erdgas und Strom. Deshalb beschloss das Kabinett Scholz verschiedene Maßnahmen zur finanziellen Entlastung der Bürger. Eine davon war das von Bundesverkehrsminister Volker Wissing (FDP) vorgeschlagene 9-Euro-Ticket, welches vom 1. Juni bis zum 31. August 2022 als monatliches Nahverkehrsticket bundesweit gültig war. Noch vor dessen Beginn erarbeitete der Doktorand Daniel Herfurth von der Universität Konstanz in einem Arbeitspapier ein Konzept für ein Deutschland-Ticket als dauerhaften Nachfolger, der primär digital von einer zentralen Stelle – die dem Bundesministerium für Digitales und Verkehr angegliedert ist – vertrieben und langfristig die lokalen Tarifverbünde in Deutschland ersetzen soll. Nach Herfurths Konzept sollte das Ticket nicht nur als Monatskarte, sondern perspektivisch auch für Einzelfahrten verfügbar sein und die Tickets sollen auch bei Verkehrsunternehmen erworben werden können. Im Juni 2022 schlug die Bundesregierung noch während der Laufzeit des 9-Euro-Tickets ein „Klimaticket“ vor, um „mit tariflichen Maßnahmen die Attraktivität des ÖPNV dauerhaft“ zu steigern.
Ein Nachfolger des 9-Euro-Tickets wurde auch von den Grünen und der SPD sowie verschiedenen Verbänden befürwortet: Beispielsweise schlug der Verband Deutscher Verkehrsunternehmen ein Ticket für 69 Euro vor. Bundeskanzler Olaf Scholz (SPD) nannte das 9-Euro-Ticket eine „der besten Ideen, die wir hatten“. Als Preisspanne der Nachfolgefahrkarte wurden von den Grünen ein Ländermonatsticket für 29 Euro und ein Bundesmonatsticket für 49 Euro vorgeschlagen, während seitens der SPD über Monatspreise zwischen 40 und 70 Euro gesprochen wurde. Aus der Opposition forderte Markus Söder, Parteivorsitzender der CSU, ein ÖPNV-Jahresticket für 365 Euro. Bundesfinanzminister Christian Lindner (FDP) warnte jedoch, dass der Bund ein solches Ticket nicht allein finanzieren könne, und kritisierte, dass eine „Gratismentalität“ im öffentlichen Verkehr entstehe.

### Einführung
Die Bundesregierung gab im September 2022 bekannt, ein Nachfolgeticket zu planen, das zwischen 49 und 69 Euro pro Monat kosten sollte. Aufgrund der geplanten Finanzierung gab es jedoch Kritik aus einigen unionsgeführten Ländern. Sie gaben zwar an, ein Nachfolgeangebot des 9-Euro-Tickets zu befürworten, forderten jedoch mehr Regionalisierungsmittel des Bundes für den öffentlichen Verkehr. Aufgrund der gestiegenen Preise meinte Bayerns Verkehrsminister Christian Bernreiter (CSU), dass die Länder anderenfalls das ÖPNV-Angebot reduzieren müssten. Anfang November 2022 einigten sich Bund und Länder schließlich darauf, ein Deutschlandticket zu einem Preis von 49 Euro pro Monat einzuführen und sich mit jeweils 1,5 Milliarden Euro pro Jahr an der Finanzierung zu beteiligen. Zusätzlich erhalten die Länder zusätzliche Regionalisierungsmittel von einer Milliarde Euro jährlich zur Finanzierung des Bus- und Bahnangebots. Sollten die veranschlagten Zuschüsse von Bund und Ländern für die Kosten im Jahr 2023 nicht ausreichen, wird der Bund den Mehrbedarf hälftig ausgleichen.
Angestrebt war ursprünglich eine Einführung zum 1. Januar 2023. Dieses Datum konnte jedoch aufgrund des Abstimmungsbedarfs mit den Ländern nicht eingehalten werden und wurde zunächst auf den 1. April 2023 und schließlich auf den 1. Mai 2023 verschoben. Ende März 2023 stimmte der Bundesrat der Finanzierung des Deutschlandtickets zu, womit das Angebot final beschlossen wurde und der Vorverkauf am 3. April 2023 starten konnte. Darüber hinaus wurde nach einer Einigung des Koalitionsausschusses der Bundesregierung vom 28. März 2023 die Inkludierung des Deutschlandtickets in die Bahncard 100 beschlossen.
Der Bundesverkehrsminister Volker Wissing bezeichnete das Deutschlandticket als „die größte Tarifrevolution im ÖPNV“; das Angebot werde „den Öffentlichen Personennahverkehr nachhaltig stärken“. Der Verband Deutscher Verkehrsunternehmen betonte die Bedeutung der Reform; vor allem das Job-Ticket biete „einen großen Hebel, um viele Unternehmen und deren Beschäftigte dauerhaft zu gewinnen“. Der VDV erwarte außerdem einen Digitalisierungsschub in der Branche: Viele kleinere Verkehrsunternehmen und -verbünde würden im Zusammenhang mit diesem Ticket erstmals überhaupt digitale Vertriebswege aufbauen.
Im Rahmen des Deutschlandtickets stieg die Auslastung im Öffentlichen Personennahverkehr, dies führte allerdings, anders als beim 9-Euro-Ticket, nicht zu Überlastungen. Trotz des Auslastungsanstiegs meldeten Bahn- und Verkehrsexperten drei Monate nach der Einführung widersprüchliche Ergebnisse. Karl-Peter Naumann, Ehrenvorsitzender des Fahrgastverbands Pro Bahn, bezeichnete das Deutschlandticket als „keinen wirklich großen Erfolg“, es sei eine Werbemaßnahme für Stammkunden, aber kein Mittel um Neukunden zu gewinnen. Der Bundesverkehrsminister Volker Wissing bezeichnete das Ticket wiederum als „Riesenerfolg“.

### Streit um Finanzierung zwischen Bund und Ländern
Thomas Prechtl, Präsident des Bundesverbands SchienenNahverkehr, und Martin Burkert, Vorsitzender der Eisenbahn- und Verkehrsgewerkschaft, kritisierten die zusätzlichen Regionalisierungsmittel des Bundes als nicht ausreichend, um damit den ÖPNV auszubauen. Die Kritik an unzureichend hohen Regionalisierungsmitteln wurde im April 2023 von Reinhard Sager in seiner Eigenschaft als Präsident des Deutschen Landkreistages geteilt.
In einer vom Bundesministerium für Digitales und Verkehr (BMDV) erteilten Studie zur Ermittlung des Finanzbedarfs der ÖPNV bis 2030 wurde der Anstieg der benötigten Regionalisierungsmittel auch festgestellt. Zudem werde mit dem Ticket die Einnahmeseite durch die Vorgabe eines massiv vergünstigten ÖPNV-Tarifs dauerhaft geschwächt. Durch den so entstehenden höheren öffentlichen Zuschussbedarf komme es zu einer Reduktion der finanziellen Gestaltungsspielräume der ÖPNV-Aufgabenträger für einen weiteren Angebotsausbau. Darüber hinaus bedürfe es für die dauerhafte Einnahmenaufteilung und Weiterentwicklung des Tickets geeigneter Strukturen und Verfahren. Diese seien aufgrund der fehlenden Regelungskompetenz des Bundes auf diesem Feld nicht ohne einen Länderstaatsvertrag zu schaffen.
Bundesverkehrsminister Volker Wissing betonte mehrfach, dass der Bund keine weiteren Mittel für die Finanzierung des Deutschlandtickets zur Verfügung stellen werde. Stattdessen forderte er die Länder auf, mehr eigene Mittel für den ÖPNV bereitzustellen. Außerdem sollten unnötige Doppelstrukturen auf der Ebene der Verkehrsverbünde abgebaut werden, um Kosten zu sparen. Daten einer Bund-Länder-Arbeitsgruppe zufolge, hatte der Bund jahrelang mehr als die Hälfte der Zuschüsse für den ÖPNV getragen. Aus den Daten geht ebenfalls hervor, dass die Bundesländer unterschiedlich stark eigene Mittel zur Finanzierung des ÖPNV-Angebots investieren.
| Ebene/Jahr  | 2018 | 2019 | 2020 | 2021 |
| ----------- | ---- | ---- | ---- | ---- |
| Bund        | 08,5 | 08,7 | 11,5 | 10,3 |
| Länder      | 02,7 | 02,6 | 03,2 | 03,5 |
| Kommunen    | 03,1 | 03,1 | 04,0 | 04,3 |
| Gesamtsumme | 14,3 | 14,4 | 18,7 | 18,1 |

Parallel zu den laufenden Diskussionen haben erste Verkehrsverbünde angekündigt, zu Januar 2024 ihre Tarife für die restlichen Tickets zu erhöhen, um ihre deutlich gestiegenen Energie- und Personalkosten zu decken. Der RMV rechnet mit einer Erhöhung von durchschnittlich 8,2 Prozent, der VRR meldet im Schnitt 9,4 Prozent. Die genannten Steigerungen betreffen allerdings nicht den Verkaufspreis des Deutschlandtickets, um dessen Höhe Bund und Länder verhandelten. Der Kreistag des Landkreises Stendal verweigerte Anfang Dezember 2023 die Kompensation der Erhöhung, wodurch das Deutschlandticket ab dem 1. Januar 2024 im Busnetz des Kreises keine Gültigkeit mehr gehabt hätte; der Beschluss wurde allerdings zwei Wochen später wieder aufgehoben. Nachdem der Bund im Januar 2024 zusagte, im Jahr 2023 nicht verbrauchte Mittel ins Jahr 2024 zu übertragen, beschloss die Verkehrsministerkonferenz, den monatlichen Ticketpreis von 49 Euro im Jahr 2024 beizubehalten.
Über die weitere Entwicklung des Deutschlandtickets und der Regionalisierungsmittel ab 2025 planen Bund und Länder, ab Ende 2024[veraltet] zu diskutieren. Aus einer Untersuchung des Bundesverkehrsministeriums ergibt sich eine Steigerung der Kosten des öffentlichen Nahverkehrs durch die Einführung des Deutschlandtickets und insbesondere ab 2025 infolge des Auslaufens von Corona-Hilfen für den Nahverkehr eine erhebliche Finanzierungslücke. Als Grundlage dafür soll das Deutschlandticket 2024 bis 2026 im Auftrag des Bundes evaluiert werden. Ein Abschlussbericht soll 2027 vorgelegt werden.
Auf Antrag der Jungen Union fasste der Parteitag der hessischen CDU im Juni 2024 den Beschluss, die Landesregierung möge sich gegenüber dem Bund für ein Ende des Deutschlandtickets einsetzen. Die vier Milliarden Euro, die dafür im Staatshaushalt eingestellt wurden, sollten eher in Investitionen für Infrastruktur fließen. Sowohl der Koalitionspartner SPD als auch FDP und Grüne sowie die Umwelt- und Sozialverbände kritisierten dies. Nur die Vereinigung der hessischen Unternehmerverbände unterstützte den Beschluss. Kurz darauf vertrat Bundesfinanzminister Christian Lindner eine ähnliche Ansicht. Investitionen in das Schienennetz seien wichtiger als die Preisstabilität des Deutschlandtickets; dies allerdings vor dem Hintergrund, dass die FDP ohnehin Mittel aus dem Bahnverkehr in den Straßenbau umleiten möchte.

#### Wohlfahrtsgewinn
Im Zusammenhang mit der Diskussion um die Kosten und Nutzen sowie die Finanzierung des Deutschlandtickets über 2024 und 2025 hinaus wird nicht nur von einer volkswirtschaftlichen Belastung, sondern auch von einem – „noch ausbaufähigen“ – Wohlfahrtsgewinn in Höhe von „konservativ geschätzt“ „knapp zwei Milliarden Euro“ gesprochen.

### Preiserhöhung
Anfang Juli 2024 verständigten sich die Verkehrsminister der Länder grundsätzlich darauf, den Preis des Tickets zu erhöhen. Am 23. September 2024 entschieden sie, den Preis des Deutschlandtickets zum 1. Januar 2025 von 49 auf 58 Euro zu erhöhen, was u. a. vom Sozialverband Deutschland (SoVD) kritisiert wurde, der bereits den ursprünglichen Preis als für Geringverdienende zu hoch ansieht. Auch Die Linke kritisierte die Erhöhung als ein „Debakel für die Millionen von Menschen, die sich schon das 49-Euro-Ticket gerade so oder gar nicht leisten können“.
Im Koalitionsvertrag von 2025 verständigten sich CDU, CSU und SPD im April des Jahres auf eine Fortführung des Deutschlandtickets. Dabei werde „der Anteil der Nutzerfinanzierung ab 2029 schrittweise und sozialverträglich erhöht.“ Mit der Preiserhöhung verlor das Deutschlandticket von Dezember 2024 bis Anfang Juli 2025 eine Million Nutzer. Besonders signifikant sank die Nutzerzahl junger Erwachsener (36 Prozent) sowie solcher mit anteiliger Arbeitgeberfinanzierung durch Verwendung als Jobticket (16 Prozent).

## Kritik

### Verkaufspreis
Der Verbraucherzentrale Bundesverband, der Verkehrsclub Deutschland, der SoVD und verschiedene Wissenschaftler kritisierten den Preis der Fahrkarte als zu hoch und forderten, Sozialtickets für Bedürftige zu einem deutlich niedrigeren Preis (19 oder 29 Euro pro Monat) anzubieten. Das Bündnis Sozialverträgliche Mobilitätswende kritisierte das 49-Euro-Ticket als viel zu teuer, vor allem für Familien, Kinder und Jugendliche sowie für Menschen mit geringem oder keinem Einkommen. Zur regulären Einführung lag der Preis des Deutschlandtickets über dem für Mobilität vorgesehenen Regelsatz für Bürgergeldempfänger und überschritt diesen 2025 erneut deutlich (2023: 49 Euro gegenüber 45,02 Euro; ab 2025: 58 Euro gegenüber 50,49 Euro).
Laut Greenpeace Deutschland käme den Staat ein Preis von 29 Euro für jeden sogar günstiger zu stehen, da Umfragen zufolge doppelt so viele 29- wie 49-Euro-Tickets verkauft würden. Auch Richard Seelmaecker von der CDU-Bürgerschaftsfraktion Hamburg kritisierte den Preis als zu hoch und forderte ein Monatsticket für 30 Euro, das jedoch eine regionalere Gültigkeit hat. Zudem kritisierte er, dass durch den digitalen Vertrieb vor allem älteren Menschen der Zugang zum Ticket erschwert wird. Des Weiteren bemängelt der Mobilitätsexperte Jürgen Follmann, dass das Ticket finanziell nicht für alle, die von seiner Nutzung profitieren würden, zugänglich sei und es eines mehrstufigen Systems bedürfe, um allen Menschen in Deutschland Mobilität zu ermöglichen – unabhängig von ihrem sozioökonomischen Status. Vor allem Senioren, Schüler, Studenten sowie Landesbedienstete sollten in diesem Kontext besondere Berücksichtigung erfahren, so Follmann. Ebenfalls wird kritisiert, dass ein Abo nur bei guter Bonität regulär bezogen werden kann, ansonsten lediglich mit einer Jahresvorauszahlung zu erhalten sei, und damit gerade finanziell schlechter Gestellte benachteiligt werden. Verkehrsunternehmen sprachen sich dafür aus, eine Lösung für diese Gruppe von Personen vorzusehen – etwa, indem man diesen Fahrgästen ermögliche, per Vorkasse zu zahlen. Auch aus Sicht der Linken ist das Ticket zu teuer, während die AfD die staatlichen Subventionen für das Deutschlandticket als Fehlinvestition betrachtet und stattdessen forderte, die Subventionen in die Senkung der Dieselpreise zu investieren.
Hinsichtlich der Preisgestaltung verweist die Bundesregierung auf die vergünstigten Ticketvarianten, die von verschiedenen Gebietskörperschaften für bestimmte Gruppen (etwa Senioren, Arbeitnehmer, Studenten etc.) angeboten werden. Im internationalen Vergleich ist das Deutschlandticket eines der günstigsten Monatstickets innerhalb der OECD, insbesondere im Hinblick auf den Umfang seiner Gültigkeit (im gesamten Bundesgebiet und inklusive des Regionalverkehrs).

### Gültigkeit der Pauschale
Evelyn Palla, Vorstandsvorsitzende DB Regio, bewertete das Deutschlandticket als wegweisend, da es eine Pauschale für den Regionalverkehr darstelle.
Während der Gültigkeit des 9-Euro-Tickets hatten sich die Fahrgastzahlen des Fernverkehrsunternehmens Flix teilweise deutlich reduziert. Daher forderte Flix, seine Angebote in das Deutschlandticket integrieren zu können.
In den Medien wurde kritisiert, dass es nicht klar sei, welche Züge mit Nahverkehrsfreigabe der DB Fernverkehr genutzt werden dürfen.

### Vertrieb, Anreize und Begrenzungen
Anders als das 9-Euro-Ticket kann das Deutschlandticket nicht anonym am Automaten gekauft und händisch mit einem Namen versehen werden. Im Vorfeld der Einführung des Deutschlandtickets hatten mehrere Verbände auf die Ausgabe einer Version als Papierticket gedrängt. Angesichts einer Überlastung der Online-Systeme Anfang Mai 2023 erklärte Bundesverkehrsminister Volker Wissing, bezugnehmend auf ein Papierticket als Alternative, dass es vielmehr „keine ausreichende Digitalisierung im Vertrieb“ gebe und man „veraltete Strukturen“ nicht einfach fortschreiben dürfe; das Papierticket bereite Probleme.
Die Einführung verschob sich um mehrere Monate, da viele Betriebe die Fahrkarte zu Anfang auf Papier anbieten mussten, weil der vom Bundesverkehrsminister zunächst geforderte ausschließlich digitale Vertrieb nicht unmittelbar flächendeckend realisierbar war. Wie Seelmaecker monierte der Landesverband Hessen des Fahrgastverbands Pro Bahn den digitalen Vertrieb der Fahrkarte, weil dadurch alle ausgeschlossen werden, die die dazu notwendige Technik nicht nutzen. Eine rein digitale Lösung wirft zudem Fragen hinsichtlich Datenschutz und Sicherheit auf. Insbesondere der Onlinekauf bei der Deutschen Bahn, der zwingend das Lastschriftverfahren und eine Kontoprüfung über Drittanbieter erfordert, wird von Nutzern als bedenklich und unsicher empfunden.
In einer öffentlichen Anhörung zum Deutschlandticket kritisierte eine der hinzugezogenen Sachverständigen, Claudia Hille, dass die Bindung an ein Abonnement ungeachtet der monatlichen Kündigungsmöglichkeit eine Nutzungsbarriere darstelle, und zwar vor allem für diejenigen, die den ÖPNV zuvor nicht oder nur selten genutzt hatten. Der Bundesverband der Verbraucherzentralen charakterisierte den Verkauf des Deutschlandtickets als „unnötig kompliziert“. Ein Wechsel von einem bestehenden Abonnement zum Deutschlandticket werde oft nicht verständlich dargestellt, und vielfach sei es für Verbraucher nicht ersichtlich, ob ihr Abonnement automatisch umgestellt werde oder nicht. Zudem forderten sie, das Ticket müsse auch ohne Smartphone oder Internet einfach und flexibel für alle erwerbbar sein.
Das Bundesverkehrsministerium erklärte, das Deutschlandticket werde deshalb nur im Abonnement angeboten, weil es „neue Reisende dauerhaft an den öffentlichen Personennahverkehr binden soll“. Datenschützer betonten, dass ein Ticket ohne Abo- und Kontozwang deutlich datensparsamer wäre und zudem niemanden ausschließen würde. Die Erhebung und dreimonatige Speicherung der Fahrgastdaten mit Uhrzeit und Haltestelle von Fahrkartenkontrollen diene zwar der Abrechnung von Ausgleichszahlungen unter den Verkehrsbetrieben, lasse aber gleichzeitig auch Rückschlüsse auf die Reisebewegungen bestimmter Personen zu; für diesen Zweck wäre es ausreichend, nur die größeren Tarifbereiche zu speichern, wie es bereits in Berlin und Brandenburg geschehe.
Dem Verkehrswissenschaftler Christian Böttger von der Hochschule für Technik und Wirtschaft Berlin zufolge setze der neue Tarif falsche Anreize, weil vor allem Pendler davon profitierten, die weitere Strecken führen. Gleichzeitig fehle es am Ausbau der Infrastruktur. Dagegen sah Jan Schlüter von der Technischen Universität Dresden durch eine Stimulierung der Nachfrage die Möglichkeit eröffnet, zukünftige Investitionen zu tätigen.
Eine Studie der Technischen Universität München vom August 2023 kommt zu dem Ergebnis, dass das Deutschlandticket kaum zum Verzicht aufs Auto führe. Zwar habe das Ticket seit seiner Einführung zu einer Erhöhung der Ticket-Abozahlen für den Öffentlichen Nahverkehr (ÖPNV) um 10 Prozent geführt, aber nur ein Fünftel der Neu-Abonnenten hätten bislang gleichzeitig auch ihre Autonutzung reduziert.

### Klimawirkung
Ob das Deutschlandticket Autofahrten in relevantem Maßstab verringert bleibt Gegenstand der Forschung. Andreas Knie vom Wissenschaftszentrum Berlin für Sozialforschung hält Verlagerungseffekte für nicht messbar. Der Verkehrsökonom Christian Böttger schätzt, dass durch das Ticket nur etwa 0,5 Prozent des Autoverkehrs verlagert werden. Im April 2024 schätzte der Evaluationsbericht die CO2-Ersparnis auf 1,3 Millionen Tonnen im Jahr. Gleichzeitig reichen die Zuschüsse von Bund und Ländern nicht aus, die Verkehrsunternehmen nahmen im Jahr 2024 rund 3,5 Milliarden Euro weniger ein.
Entsprechend errechnen Wissenschaftler Vermeidungskosten zwischen 2300 und 6000 Euro je Tonne CO2. „Das ist nicht nur 75 Mal mehr als der im globalen Vergleich ohnehin schon hohe Preis für eine eingesparte Tonne CO2 im europäischen Stromsystem, sondern auch deutlich mehr als die Kosten, die CO2-Emissionen wissenschaftlichen Schätzungen zufolge verursachen“, schreiben Böttger und Axel Ockenfels.
Eine Meta-Studie des Potsdam-Instituts für Klimafolgenforschung kommt zu einem anderen Ergebnis: Sie ermittelt Einsparungen von jährlich 4,2 bis 6,5 Mio. Tonnen CO2 bei Vermeidungskosten von deutlich unter 100 Euro je Tonne.

### Datenschutz
Bei Kontrollen werden Uhrzeit und – außer in Berlin und Brandenburg – Haltestelle erfasst und in einer bundesweiten zentralen Datenbank für maximal drei Monate als pseudonymisierte ID gespeichert. Ziel ist hierbei neben der Einnahmenverteilung eine Auswertung der Nutzung des Deutschlandtickets und die Erkennung von Fälschungen, Kopien und kompromittierten Schlüsseln zur Ticketausgabe. Die Kundendaten selbst sind bei dem Verkehrsunternehmen gespeichert, bei dem der Ticketinhaber das Deutschlandticket erworben hat. Technisch ist nach Aussage der VDV eTicket Service GmbH & Co. KG, die den Standard für elektronische Tickets und die entsprechende Software bereitstellt, eine Verbindung der pseudonymisierten IDs mit den Ticketkäufern möglich; es sei jedoch sichergestellt, dass Kundendaten und Kontrolltransaktionsdaten nur zum Zweck der Abrechnung, bzw. Reklamationsbearbeitung zusammengeführt werden dürfen.
Durch die Speicherung des Zeitpunkts und der jeweiligen Haltestellen-ID über drei Monate können über diese Daten Rückschlüsse auf Personen gezogen werden. Laut Verkehrsministerium werden keine personenbezogenen Daten erhoben oder verarbeitet.

### Betrugsfälle
Im Februar 2024 wurden Bahnreisende in Deutschland ungewollt zu Schwarzfahrern, weil sie über einen Online-Shop Deutschlandtickets gekauft hatten, deren digitale Signaturen unter unklaren Umständen für ungültig erklärt wurden. Durch Betrug und fehlende Sicherheitsmaßnahmen beim Deutschlandticket entstehen potenziell Schäden in dreistelliger Millionenhöhe. Die beteiligten Verkehrsunternehmen haben 18 Monate lang wenig unternommen und sich stattdessen auf "Ausgleichszahlungen von Bund und Ländern verlassen."

## Verkauf
Der Verband Deutscher Verkehrsunternehmen schätzte im Januar 2023 das Neukundenpotenzial für das Deutschlandticket auf rund 5,6 Millionen Personen und erwartete einen Wechsel bei rund 11,3 Millionen bestehenden Abonnementkunden auf das Ticket. Bis zum 25. April 2023 wurden nach Angaben des Verbands insgesamt rund 750.000 neue Abonnements verkauft. Bis 9. Mai 2023 waren es rund zwei Millionen. Einschließlich der bestehenden Abonnementkunden wurden rund sieben Millionen Abonnements gezählt. Gemäß Anjes Tjarks besitzen in Hamburg 38 Prozent der Bevölkerung Anfang 2024 ein Deutschlandticket, welches die größte Nachfrage in einem Bundesland ist. In Berlin sind es 31 Prozent, in Bremen 15 Prozent.
Verschiedene Abonnementbetreuer haben bestehende Abonnements zum 1. Mai 2023 automatisch auf das Deutschlandticket umgestellt, teilweise nach Ablauf einer Widerspruchsfrist. Andere Betreuer vollzogen die Umstellung erst nach aktiver Zustimmung oder nach selbstständiger Beantragung durch den Abonnenten.
Eine Reihe von Vertriebspartnern hat zur Bewältigung des erhöhten Kundenaufkommens während des Vorverkaufs im April 2023 seine Kapazitäten erweitert. So haben die Berliner Verkehrsbetriebe (BVG) ihr Computersystem ausgebaut, während die Münchner Verkehrsgesellschaft (MVG) das Personal in ihren Kundenzentren aufgestockt hat. Zum Start des Deutschlandtickets Anfang Mai 2023 fielen aufgrund der erhöhten Nachfrage die IT-Systeme der Deutsche Bahn aus, sodass ein Verkauf über deren digitale Vertriebswege nicht möglich war.
Nach einem Monat bestanden rund zehn Millionen Deutschlandticket-Abonnements; etwa die Hälfte der Kunden sind von bestehenden Abonnements zum Deutschlandticket gewechselt, von der anderen Hälfte nutzten 4,3 Millionen der Abonnenten den Öffentlichen Personennahverkehr zuvor ohne Abonnements und 0,7 Millionen Neukunden nutzten den Öffentlichen Personennahverkehr zuvor nicht. Bei den Neukunden handelt es sich überwiegend um Bewohner dicht besiedelter Regionen, auf dem Land konnten mit dem Deutschlandticket nur wenige Neukunden gewonnen werden.
Im Dezember 2024 nutzten 13,5 Millionen Menschen das Deutschlandticket. Zwischen Mai 2023 und 22. Februar 2024 wurden 74,6 Millionen Deutschlandtickets verkauft, an 20–30 % der Großstädter und 6 % der Kleinstädter und Landbewohner.
Im ersten Jahr des Deutschlandtickets stieg die Zahl der Reisenden im Regionalverkehr der Deutschen Bahn um 28 Prozent an, die durchschnittliche Reiseweite um rund 20 Prozent. Gleichzeitig habe sich der Anteil der Reisenden, die Fahrkarten auf digitalem Weg kauften, auf 78 Prozent mehr als verdoppelt.